# حزب التجمع الوطني للأحرار (المغرب)
التجمع الوطني للأحرار (بالفرنسية: Rassemblement national des indépendants)‏ هو حزب سياسي مغربي أسسه أحمد عصمان رئيس الوزراء السابق وصهر الملك الحسن الثاني في أكتوبر 1978، ليبرالي من يمين الوسط، وينعت بأنه حزب «نخبة» (البرجوازية الصناعية والتجارية) لأن جل كوادره أعيان محليين أو رجال أعمال أو كوادر إدارية. يقول قياديوه أن برنامجه السياسي يرتكز على «الديمقراطية الاجتماعية». يتمتع الحزب بتاريخ طويل من التعاون مع حزبين آخرين ذوي التوجه الليبرالي، الحركة الشعبية والاتحاد الدستوري. منذ سبتمبر 2021، أصبح الحزب الحاكم في البلاد بعد فوزه في  الانتخابات التشريعية المغربية.

## التاريخ
تأسس عقب الانتخابات التشريعية المغربية 1977 وتشكل من عشرات النواب المستقلين الذين كانوا يشكلون أغلبية البرلمان المغربي. ورأى مراقبون أنه حزب «إداري» تشكل بإيعاز من القصر الملكي لتحقيق توازن مقابل أحزاب أخرى ظلت منذ الاستقلال تنازع ملك المغرب حول الشرعية السياسية في البلاد، رأوا ذلك لأن مؤسسها أحمد عصمان هو صهر الملك الراحل، ورأس الحكومة المغربية بين 1972 و1977. وفي المقابل يرفض قياديو الحزب ذلك التوصيف بشكل قاطع.

### القيادة
ظل أحمد عصمان مستفردا بقيادة الحزب مدة 29 عاما، حتى نظم الحزب مؤتمره الوطني الرابع في ماي 2007، واختير مصطفى المنصوري رئيساً مع احتفاظ عصمان بلقب «الرئيس الشرفي».
بعد أن قررت محكمة الإستئناف بالرباط في 22 يناير 2010 تأييد القرار الابتدائي برفض الطلب الذي تقدم به دفاع المنصوري بمنع انعقاد المجلس الوطني للحزب الذي دعت إليه "الحركة التصحيحية "، وكانت المحكمة الابتدائية قد قضت برفض الطلب الذي تقدم به مصطفى المنصوري لدى القضاء الإستعجالي بمنع انعقاد المجلس الوطني للحزب. فإنعقد في 23 يناير 2010 اجتماع المجلس الوطني للحزب، وتم انتخاب صلاح الدين مزوار رئيسا جديدا للحزب بدلا من مصطفى المنصوري.

## انشقاق
شهد حركتين انشقاقيتين:
- الأولى عام 1981 عندما خرج أرسلان الجديدي ليؤسس الحزب الوطني الديمقراطي.
- والثانية عندما انشق عبد الرحمان الكوهن، أحد القياديين المؤسسين للحزب، احتجاجاً على طريقة إدارة أحمد عصمان، وأسس حزب الإصلاح والتنمية.

## في الانتخابات والحكومة
ومنذ تأسيسه حقق الحزب تقدما واضحا في أغلب الانتخابات، كما شارك في أغلب الحكومات ومن بينها حكومة التناوب التي شكلها المعارض الاشتراكي عبد الرحمان اليوسفي.
- حصل في انتخابات نونبر 1997 على نسبة 8% أي (46 من مقاعد مجلس النواب) ما جعله أكبر الأحزاب في تلك الانتخابات.
- شارك في حكومة التناوب (التي جمعت بين أحزاب الكتلة وأحزاب الوسط) برئاسة عبد الرحمن اليوسفي عام 1998.
- شارك في حكومة 2007 بخمسة حقائب وزارية. (انظر الانتخابات البرلمانية المغربية 2007
- حصل على 52 مقعد في الانتخابات البرلمانية المغربية 2011.
- حصل على 37 مقعدا في الانتخابات البرلمانية المغربية 2016.
- حصل على 103 مقعدا في  الانتخابات التشريعية 2021